# Accent circonflexe souscrit
Cette page contient des caractères spéciaux ou non latins. S’ils s’affichent mal (▯, ?, etc.), consultez la page d’aide Unicode.
L’accent circonflexe souscrit est un diacritique de l’alphabet latin dérivé de l’accent circonflexe. Il est utilisé en venda modifiant les consonnes D, L, N et T : ‹ Ḓ ḓ, Ḽ ḽ, Ṋ ṋ, Ṱ ṱ ›, et en juǀ’hoansi sous les voyelles A et O : ‹ A̭ a̭, O̭ o̭ › . Il est aussi utilisé dans certains systèmes de transcription phonétique comme l’alphabet phonétique ouralique sous certaines voyelles : ‹ A̭ a̭, Ḙ ḙ, O̭ o̭, Ṷ ṷ ›.
Son Unicode est 032D.

## Lettre modificative
L’accent circonflexe souscrit avec sa propre chasse ‹ ꞈ › est utilisé dans l’écriture du lahu.